# Aspalathus argyrophanes
Aspalathus argyrophanes är en ärtväxtart som beskrevs av Rolf Martin Theodor Dahlgren. Aspalathus argyrophanes ingår i släktet Aspalathus och familjen ärtväxter. Inga underarter finns listade i Catalogue of Life.